# سانتياغو إغليسياس
سانتياغو إغليسياس (بالإسبانية: Santiago Iglesias)‏ هو نقابي وسياسي إسباني وأمريكي، ولد في 22 فبراير 1872 في إسبانيا، وتوفي في 5 ديسمبر 1939 بواشنطن العاصمة في الولايات المتحدة. حزبياً، نشط في Socialist Party (Puerto Rico) ‏. وقد انتخب المفوض المقيم لبورتوريكو.

## روابط خارجية
- سانتياغو إغليسياس على موقع الموسوعة البريطانية (الإنجليزية)